# 普罗维瑟和普莱努瓦
普罗维瑟和普莱努瓦（法語：Proviseux-et-Plesnoy，法語發音：[pʁɔvizø e plɛnwa]）是法国大東部大區埃纳省的一个市镇，属于拉昂区。

## 地理
普罗维瑟和普莱努瓦（49°27'54"N, 4°0'35"E）面积11.21 平方千米，位于法国上法蘭西大區埃纳省，该省份为法国北部内陆省份，北起北部省，西接索姆省和瓦兹省，东临阿登省和马恩省，西南至塞纳-马恩省，东北部与比利时接壤
与普罗维瑟和普莱努瓦接壤的市镇（或旧市镇、城区）包括：埃韦尼库尔、拉马尔迈松、埃纳河畔讷沙泰勒、普鲁韦、阿沃、埃纳河畔新城。

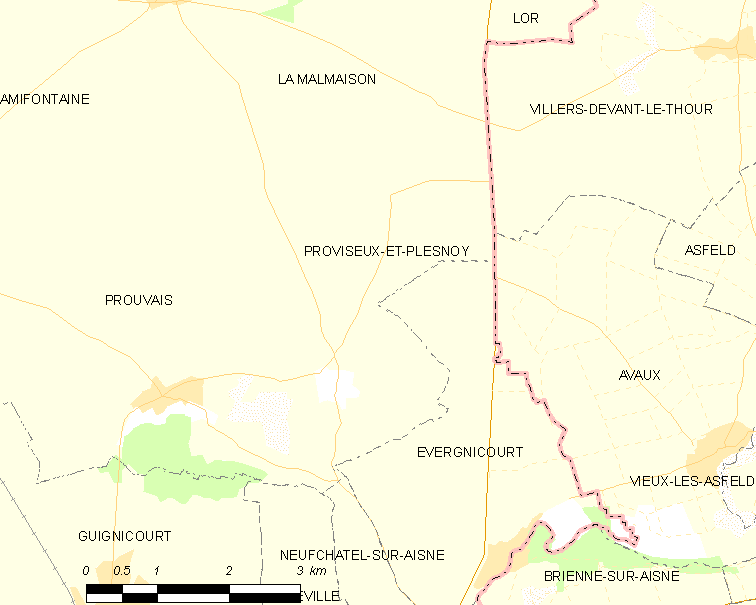
普罗维瑟和普莱努瓦的OSM定位图

普罗维瑟和普莱努瓦的时区为UTC+01:00、UTC+02:00（夏令时）。

## 行政
普罗维瑟和普莱努瓦的邮政编码为02190，INSEE市镇编码为02627。

## 政治
普罗维瑟和普莱努瓦所属的省级选区为埃纳河畔新城县。

## 人口

1962-2008年间普罗维瑟和普莱努瓦人口变化图示

普罗维瑟和普莱努瓦于2022年1月1日时的人口数量为133人。